# Библијско друштво Србије
Библијско друштво Србије је члан велике светске породице коју чине национална библијска друштва из 145 земаља, а која својим радом покривају око 200 земаља широм света. Циљ је да се свакој особи омогући приступ Библији на матерњем језику.

## О Библијском друштву
Библијско друштво Србије је члан велике светске породице коју чине национална библијска друштва из 145 земаља, а која својим радом покривају око 200 земаља широм света. Најпре је почело са радом као канцеларија Британског и иностраног библијског друштва још давне 1918. године.
Циљ Библијског друштва је да Реч Божју приближи сваком вернику, јер сваки народ треба да има доступно Свето писмо на матерњем језику. До данас је, захваљујући раду библијских друштава, Свето писмо у целости преведено на 450 језика, а поједини његови делови на 2.527 језика, од, претпоставља се, 6.500 светских језика.

## Циљеви и задаци
Свој циљ Библијско друштво остварује кроз:
- Превођење Светога писма
- Дистрибуцију различитих превода и формата Светога писма
- Штампање помоћних уџбеника и приручника за часове веронауке
- Организовање семинара за преводиоце
- Штампање Светог писма на оригиналним језицима

Како је Свето писмо темељ хришћанске вере, оно окупља припаднике свих хришћанских верских заједница и тако доприноси ширењу духа заједништва.
Године 1847. појављује се Нови завет у преводу Вука Стефановића Караџића у 2.000 примерака. Три године касније, 1850. Британско и инострано библијско друштво од њега откупљује хиљаду примерака, када је откупило и право на објављивање овог Новог завета. Овај превод је током протеклих година постао стандардни српски превод на народном језику. Године 1867. Ђуро Даничић завршава свој превод Старог завета и 1868. године појављује се прво издање комплетног Светога писма или Библије на српском народном језику. Данас, готово да нема српске куће која нема ово Свето писмо иза кога стоји Библијско друштво.
У новије време треба споменути превод целог Светога писма др Луја Бакотића (1933) штампан латиницом, Новог завета др Димитрија Стефановића (1934) и др Емилијана Чарнића (1973), обојице професора Новога завета на Православном богословском гфакултету у Београду. Библијско друштво је 1984. године објавило прво издање Новог завета у преводу Комисије Светог архијерејског синода Српске православне цркве, а 1998. године и комплетно Свето писмо у комбинацији Ђуро Даничић – Синодски превод
Године 1986. Библијско друштво је објавило “Живот и рад Исуса Христа – четири еванђеља”, у 2000 примерака и „Псалми – ритмички превод“ из преводилачког пера проф. др Александра Бирвиша.
Године 2012. Библијско друштво је, у сарадњи са професором др Драганом Милином, дугогодишњим професором Старог завета на Богословском факултету у Београду, започело рад на новом преводу Старога завета. Ово капитално дело требало би да изађе из штампе почетком 2018. године.
У оквиру обележавања декаде Рома, Библијско друштво је 2008. године започело рад на преводу четири Еванђеља на ромском језику. Циљ Библијског друштва је да свима народима учини доступном Реч Божју на матерњем језику. У пролеће 2010. године штампали смо пробно издање Еванђеља по Марку, које је бесплатно подељено, а 2013. године из штампе је изашло и Четворојеванђеља. Године 2015. објављена је и прва дечја Библија на ромском језику.
У сарадњи са Црквама и специјалним установама, Библијско друштво излази у сусрет различитим групама људи пружајући им писану Реч Божју.
Жеља нам је да помогнемо људима у невољи да пронађу утеху и мир у свету пуном бола, патње, збуњености, кроз примање и читање Светога писма
Библијско друштво Србије, у оквиру свог ангажовања на приближавању Светога Писма деци и младима, често поклања бесплатне примерке Светога писма школским библиотекама за потребе веронауке.

## 1700 годинаМиланског едикта
Захваљујући наслеђу светог цара Константина Великог и слободи коју је омогућио хришћанима у исповедњу своје вере, ширећи и проповедајући Реч Божју, 2013. године обележили смо 1700 година од доношења Миланског едикта даривањем Светога писма Новога завета житељима града Ниша, родног града цара Константина Великог. Тим поводом Библијско друштво Србије је штампало специјално издање Светога Писма Новога Завета, благословом Његове Светости Патријарха српског Иринеја (Гавриловића) и тадашњег Епископа нишког др Јована (Пурића). Житељима града Ниша, у сарадњи са Епархијом нишком, подељено је 55.000 примерака Светога писма Новога завета у њиховим храмовима, у првом реду захваљујући помоћи Аустралијског библијског друштва и донацијама које је прикупила Епархија. Примерци који нису били на овај начин преузети поклоњени су библиотекама у сеоским школама Нишке епархије.
1. ↑  „Bible society”. Званичан вебсајт. Приступљено 9. 5. 2017.
2. 1 2  „Библијско друштво Србије”. Званичан вебсајт. Приступљено 9. 5. 2017.